# Торпедо (футбольный клуб, Ейск)
Торпедо — советский футбольный клуб из Ейска. Основан не позднее 1950 года.

## Названия
- 1950—1950 — «Машиностроитель»;
- 1951—1970 — «Торпедо».

## Достижения
- Во второй лиге СССР — 9 место (в полуфинале РСФСР класса «Б» 1969 год).

## Результаты выступлений
| Сезон | Турнир                                            | Достижение |
| ----- | ------------------------------------------------- | ---------- |
| 1950  | Чемпионат Краснодарского края по футболу, 3 зона  | 3-е место  |
| 1951  | Чемпионат Краснодарского края по футболу          | 3-е место  |
| 1953  | Чемпионат Краснодарского края по футболу          | чемпион    |
| 1954  | Чемпионат Краснодарского края по футболу          | 3-е место  |
| 1955  | Чемпионат Краснодарского края по футболу          | чемпион    |
| 1956  | Чемпионат РСФСР среди КФК, Южная зона, группа «А» | 3-е место  |
| 1957  | Чемпионат Краснодарского края по футболу          | чемпион    |
| 1958  | Чемпионат РСФСР среди КФК                         | ?-е место  |
| 1959  | Чемпионат Краснодарского края по футболу          | чемпион    |
| 1969  | Чемпионат СССР 1969, класс «Б», 3 зона РСФСР      | 9-е место  |
| 1970  | Чемпионат СССР 1970, класс «Б», 2 зона РСФСР      | 3-е место  |

## Известные игроки
- Багапов, Хамза Абдулович.